# Lago Monoun
O lago Monoun é um lago localizado no noroeste dos Camarões.